# Чурештиј Ној (Галац)
Чурештиј Ној (рум. Ciureștii Noi) насеље је у Румунији у округу Галац у општини Балашешти. Oпштина се налази на надморској висини од 103 m.

## Становништво
Према подацима из 2002. године у насељу је живело 597 становника, од којих су сви румунске националности.